# Ночь карандашей
Ночь карандашей (исп. Noche de los Lápices) — серия похищений старшеклассников и студентов в Процессе национальной реорганизации, которые осуществляли военные, пришедшие к власти в Аргентине с 1976 года.
Это один из наиболее известных репрессивных актов военной диктатуры Аргентины 1976—1983 гг. Хунта похищала людей, сажала их под стражу, а потом убивала. Чаще всего жертвами репрессий становились левые активисты, профсоюзные деятели, студенты, журналисты и прочие. За время диктатуры было убито 10 тысяч человек, 30 тысяч исчезли бесследно, ещё столько же смогли выжить в заключении. В совокупности все эти репрессии получили название «Грязная война».

## История
Первые похищения учащихся в столице провинции Буэнос-Айрес, городе Ла-Плата, произошли 16 сентября 1976 года, они продолжались несколько дней. Операцию провели агенты 601-го разведывательного батальона и полиции провинции Буэнос-Айрес под руководством Рамона Кампса — бригадного генерала аргентинской армии, в дальнейшем начальника полиции провинции Буэнос-Айрес (знаменитая бонаэренсе).
Сотни учащихся, захваченных во время Ночи карандашей, которые в большинстве своем были несовершеннолетними, подвергались пыткам в тюрьме, после чего их, вероятно, убивали, а тела уничтожали. Бо́льшая часть из них входила в UES — Союз учащихся средних школ, который за несколько месяцев до переворота, во время правления Исабель Перон, сумел добиться от властей предоставления учащимся проездного билета со скидкой.
Подробности Ночи карандашей стали известны после падения военной диктатуры — один из выживших, Пабло Диас, рассказал о том, что происходило с молодыми людьми в застенках. Из более чем 230 школьников и студентов выжило лишь четверо.

## В культуре
Пабло Диас стал соавтором сценария к аргентинскому фильму «Ночь карандашей» (1986, реж. Эктор Оливера), который в 1987 году был номинирован на главный приз Московского международного кинофестиваля — «Золотого Святого Георгия».